# الدوري الألماني لكرة السلة 2009–10
الدوري الألماني لكرة السلة 2009–10 (بالألمانية: Basketball-Bundesliga 2009/10)‏ هو موسم من الدوري الألماني لكرة السلة. أقيم خلال الفترة 9 أكتوبر 2009 وحتى 17 يونيو 2010، وشارك فيه  18 فريقاً، وفاز فيه بروس باسكتس.